# Crema viso
Una crema viso è un'emulsione cosmetica destinata alla cura del viso: in particolare la crema viso è un prodotto per l'idratazione della pelle di tutto il viso. Per la sua azione può estendersi anche alla parte inferiore del mento e al collo. Il suo scopo principale è quindi quello di applicare sulla superficie del viso (dopo la pulizia) le sostanze emollienti e umettanti di cui la pelle ha bisogno e preservarne la giusta idratazione. Con crema viso ci si riferisce a un prodotto ad azione generica, segmentato dai professionisti della cosmesi per una parte del corpo, che può essere ulteriormente segmentato per trattamenti o aree cutanee specifiche: (trattamenti anti rughe, trattamenti zona T, contorno occhi e labbra, trattamenti purificanti, protezione solare, ecc.) e/o per sesso, per età, per tipo di pelle.

## Azioni delle creme viso
La funzione principale, comune a tutte le creme viso, è ricostruire o reintegrare il film idrolipidico della pelle. L'utilizzo quotidiano della crema viso protegge la pelle da agenti esterni quali grande freddo, smog, vento e (se la crema possiede filtri UV) anche sole, ritenuto uno dei principali artefici dell'invecchiamento cutaneo precoce. 
Una aumentata idratazione cutanea comporta uno strato corneo più spesso e più plastico. Oltre che variazioni a breve termine nell'apparenza della pelle, la sua corretta idratazione ha implicazioni sui processi proliferativi, sulla comparsa dei segni di invecchiamento e sull'efficienza della funzione barriera.

## Tipi di crema viso
Esistono diversi tipi di crema viso, quasi tutte caratterizzate da essere un'emulsione di olio in acqua (O/A) ma vi sono alcune eccezioni come le cold cream. Le creme viso più diffuse sono: crema giorno, crema notte, crema anti-età, a seconda del tipo di pelle. La loro azione rimane però la medesima:  idratare la pelle al fine di mantenerla giovane più a lungo rispetto al naturale processo biologico di invecchiamento, o rispetto a processi di invecchiamento precoci dovuti a fattori di stress o a cause ambientali.
- Crema da giorno, utile a proteggere la pelle dalle aggressioni atmosferiche esterne, nonché a donare al viso un aspetto più luminoso e vitale, contrastando le screpolature tipiche della pelle soggetta agli attacchi esterni. Sono creme tendenzialmente leggere che non ungono eccessivamente la cute.
- Crema da notte: si tratta di una crema tendenzialmente più ricca di emollienti aiuta a migliorarne l'aspetto esteriore a lungo termine contrastando e attenuando alterazioni cutanee, rossori e irritazioni. La sua azione idratante mitiga cicatrici appena formate, e nel caso di una crema anti età con agenti esfolianti, anche le rughe. L'efficacia di una crema da notte è molto più elevata rispetto a una crema da giorno, infatti possiede molti più emollienti e dal momento che viene tipicamente applicata prima di andare a dormire, il suo profilo sensoriale più grasso viene meglio accettato.

Le continue evoluzioni in campo cosmetico, abbinate al consumismo hanno creato svariate tipologie di creme viso, spesso caratterizzate da alcune azioni specifiche, o estremamente diversificate. Negli ultimi anni sono in aumento creme viso che in combinazione con l'abituale cura della pelle vantano di emulare trattamenti medici, riferendosi a presunti effetti "lifting" o "filler". 

## Utilizzo della crema
La crema idratante per il viso, di qualunque tipologia si tratti, si utilizza avendo prima lavato bene il viso, possibilmente applicando un tonico.
Una volta lavato e asciugato il viso si procede con l'applicazione della crema idratante spandendola e massaggiandola delicatamente. Il loro utilizzo deve essere quotidiano, perché è a lungo andare che gli effetti benefici sulla pelle si rendono visibili. Alcune creme viso possono essere applicate a spessore e rimosse dopo vario tempo fungendo come quella che nella cosmesi viene chiamata " maschera".

## Storia
L'utilizzo di cosmetici risale addirittura al periodo mesolitico, infatti la cura della pelle è una pratica che trasversalmente investe ogni tipo di cultura, anche quelle tra loro più distanti a livello spaziale e temporale. Ovviamente in passato la cura della pelle avveniva con i prodotti disponibili in quello specifico luogo e tempo: per esempio nell'età precolombiana, per curare la pelle in America Latina si utilizzava l'avocado, mentre in Brasile e Africa l'olio di palma. Gli antichi greci adoperavano invece l'olio di oliva, e persino nella Bibbia si menzionano lozioni a base di olio di oliva e spezie. La prima descrizione di un prodotto topico che si presume avesse le caratteristiche di una emulsione si deve a Galeno, che unì acqua e cera d'api. Fino a metà del XIX° secolo questi prodotti chiamati "ceratum"  avevano più la caratteristica di un unguento che di una emulsione. Le emulsioni galeniche erano poi inadatte ad una produzione industriale e ad un consumo di massa, per l'assenza di emulsionanti che le rendessero stabili e per l'ossidazione degli oli vegetali con cui erano realizzate.
Le moderne creme idratanti per il viso nascono agli inizi del 1900, quando vennero creati efficaci emulsionanti ed emollienti che non irrancidiscono quali vaselina e olio minerale. 